# Syngriodes discolor
Syngriodes discolor är en fjärilsart som beskrevs av W. Warren 1905. Syngriodes discolor ingår i släktet Syngriodes och familjen Uraniidae. Inga underarter finns listade i Catalogue of Life.